# Mr. Europa
Il premio Mr. Europa è stato un riconoscimento attribuito ogni anno dal 1976 al 2010, dalla rivista sportiva italiana Superbasket, al miglior cestista europeo, militante sia in Europa che nella NBA.

## Vincitori
| Anno | Giocatore                 | Squadra                                |
| ---- | ------------------------- | -------------------------------------- |
| 1976 | Pierluigi Marzorati       | Cantù                                  |
| 1977 | Dražen Dalipagić          | Partizan Belgrado                      |
| 1978 | Dražen Dalipagić          | Partizan Belgrado                      |
| 1979 | Volodymyr Tkačenko        | Stroitel Kiev                          |
| 1980 | Dino Meneghin             | Varese / Olimpia Milano                |
| 1981 | Dragan Kićanović          | Partizan Belgrado                      |
| 1982 | Dragan Kićanović          | Partizan Belgrado / Scavolini Pesaro   |
| 1983 | Dino Meneghin             | Olimpia Milano                         |
| 1984 | Juan Antonio San Epifanio | FC Barcelona                           |
| 1985 | Arvydas Sabonis           | Žalgiris Kaunas                        |
| 1986 | Dražen Petrović           | Cibona Zagabria                        |
| 1987 | Nikos Galīs               | Aris Salonicco                         |
| 1988 | Šarūnas Marčiulionis      | Statyba Vilnius                        |
| 1989 | Vlade Divac               | Partizan Belgrado / Los Angeles Lakers |
| 1990 | Toni Kukoč                | KK Spalato                             |
| 1991 | Toni Kukoč                | KK Spalato / Benetton Treviso          |
| 1992 | Toni Kukoč                | Benetton Treviso                       |
| 1993 | Dražen Petrović           | New Jersey Nets                        |
| 1994 | Aleksandar Đorđević       | Olimpia Milano / Fortitudo Bologna     |
| 1995 | Aleksandar Đorđević       | Fortitudo Bologna                      |
| 1996 | Toni Kukoč                | Chicago Bulls                          |
| 1997 | Arvydas Sabonis           | Portland Trail Blazers                 |
| 1998 | Predrag Danilović         | Virtus Bologna                         |
| 1999 | Andrea Meneghin           | Varese                                 |
| 2000 | Gregor Fučka              | Fortitudo Bologna                      |
| 2001 | Predrag Stojaković        | Sacramento Kings                       |
| 2002 | Predrag Stojaković        | Sacramento Kings                       |
| 2003 | Šarūnas Jasikevičius      | FC Barcelona / Maccabi Tel Aviv        |
| 2004 | Pau Gasol                 | Memphis Grizzlies                      |
| 2005 | Dirk Nowitzki             | Dallas Mavericks                       |
| 2006 | Jorge Garbajosa           | Unicaja Málaga / Toronto Raptors       |
| 2007 | Dīmītrīs Diamantidīs      | Panathīnaïkos                          |
| 2008 | Ricky Rubio               | DKV Joventut                           |
| 2009 | Pau Gasol                 | Los Angeles Lakers                     |
| 2010 | Juan Carlos Navarro       | FC Barcelona                           |